# Pagaran Mompang
Pagaran Mompang is een bestuurslaag in het regentschap Padang Lawas van de provincie Noord-Sumatra, Indonesië. Pagaran Mompang telt 595 inwoners (volkstelling 2010).